# 阿爾塔迪納 (加利福尼亞州)
阿爾塔迪納（英語：Altadena）是位於美國加利福尼亞州洛杉磯縣的一個人口普查指定地區。

## 地理
阿爾塔迪納的座標為34°11′19″N 118°08′05″W / 34.18861°N 118.13472°W，而該地最高點為海拔高度414米（即1358英尺）。

## 人口
根據2010年美國人口普查的數據，阿爾塔迪納的面積為22.61平方千米，當中陸地面積為22.57平方千米，而水域面積為0.04平方千米。當地共有人口42777人，而人口密度為每平方千米1,891人。

## 2025年1月山火
2025年1月7日，位於阿爾塔迪納-帕薩迪納地區的伊頓峽谷爆發大火，阿爾塔迪納大量房屋受火勢波及被焚毀。